# CC-Container
Das CC-Container-Pool-System (das Kürzel CC steht für Container Centralen) ist eines der meist genutzten und verbreiteten Mehrwegladungsträgersysteme Europas. Die CC-Container, im Branchenjargon meist kurz CC genannt, werden hauptsächlich im Erwerbsgartenbau und Pflanzenhandel genutzt.
Ein CC-Container ist ein fahrbarer, zerlegbarer und dann stapelbarer Pfand-Transportkarren aus feuerverzinktem Stahl. Es gibt sie im sogenannten „Dänenmaß“ (Dänische Karren) und im „Euromaß“ (siehe Europalette), jeweils in verschiedenen Ausführungen. 
Die Maße des meistverwendeten Dänischen Standard-Karrens sind L × B × H 1350 × 565 × 1900 mm. Er besteht aus folgenden Grundelementen, die jeweils bei Annahme und Rückgabe einzeln gezählt werden:
- Der Wagen (Gewicht: 20,4 kg) mit vier Transportrollen (die beiden vorderen lenkbar), an den vier Ecken oben und unten angesetzte Vierkantprofile (oben für die Aufnahme der senkrechten Stangen und unten pyramidenförmig zugespitzt zum Stapeln mehrerer Wagen), sowie dem sogenannten CC-Schloss (einer Sicherungsvorrichtung mit Identifikationsnummer gegen Fälschungen) auf der vorderen Schmalseite.
- Vier Stangen (Pfosten) aus 1650 mm langem Vierkantprofil, die senkrecht in passende Öffnungen in den Böden eingesteckt werden (Gewicht je 3,45 kg). Die Vierkantprofile sind auf einer Längsseite offen. Auf der gegenüberliegenden Seite sind je 30 längliche Schlitze in den Stangen, in die Bretter in variabler Höhe eingehängt werden können.
- Bretter (auch Böden genannt) aus phenolharzimprägnierten Sperrholzplatten (Gewicht je 6,5 kg). An den Seiten der Bretter sind zur Versteifung L-förmige Metallprofile angenietet. Die Profile an den Langseiten haben an ihren beiden Enden jeweils eine hakenförmige Einkerbung, mit der sie in die Stangen eingehängt werden können. Es können pro CC maximal 30 Bretter eingehängt werden. Die Bretter haben je zwei längliche Grifflöcher.
- Oft werden oben in die Pfosten noch kurze Aufsätze zur Verlängerung eingesteckt (aus Metall, Kunststoff oder Holz).

Beim CC-Eurocontainer wird kein Holz verwendet; die Böden und Bretter bestehen aus einem Metallgitterrahmen.
Die auf dem Markt befindlichen Pflanzenverpackungen, Gartenbau-Transportanhänger, Wegesysteme in Gewächshäusern sind heute weit überwiegend auf die Maße der CC-Karren abgestimmt. Es ist auch vielfältiges Zubehör erhältlich.
Das CC-System wurde 1976 als Kooperation von dänischen Blumen- und Pflanzenexporteuren gegründet, um die Distributionskosten zu reduzieren, die zu dieser Zeit ca. 30 % des Produktionspreises ausmachten. 1980 traten die ersten niederländischen Kunden – sowohl Exporteure als auch Auktionen – in das CC-Pool-System ein. Heute ist CC zu 50 % im Besitz der dänischen Pflanzenexporteure und zu 50 % im Besitz der VGB. CC hat Büros in den Niederlanden, Dänemark, Deutschland, England, Frankreich, Spanien, Italien, Polen, Tschechien und den USA mit mehr als 22.000 Kunden und 3.000.000 genutzten Containern.
Eines der großen Vorteile des CC-Container-Systems ist die Tauschbarkeit der Container. So können Lieferanten volle Container sofort gegen leere tauschen. Durch das weit verbreitete Netz der CC-Lager ist es auch möglich, Container an einem Ort abzuliefern und an einem anderen Lager wieder abzuholen. Beschädigte CCs können auch jederzeit in einem Lager abgeliefert werden, wo sie repariert bzw. ersetzt werden und wieder in den Pool zurückfließen.
Ein Problem sind jedoch vermehrt auftretende Fälschungen der Container. Um diesem zu begegnen, nimmt die Container Centrale nur noch Container mit CC-Schloss und beschichteten Spanplattenbrettern an.